# فهرست همپارهای نونان
نونان دارای ۳۵ همپار یا ایزومر می‌باشد که در فهرست زیر معرفی می‌شوند. برای اطلاعات بیشتر فهرست همپارهای تمامی آلکان‌ها را ببینید.

## راست‌زنجیر
- نونان

## اکتان
- ۲-متیل‌اکتان
- ۳-متیل‌اکتان
- ۴-متیل‌اکتان

## هپتان

### گروه متیل
- ۲٬۲-دی‌متیل‌هپتان
- ۲٬۳-دی‌متیل‌هپتان
- ۲٬۴-دی‌متیل‌هپتان
- ۲٬۵-دی‌متیل‌هپتان
- ۲٬۶-دی‌متیل‌هپتان
- ۳٬۳-دی‌متیل‌هپتان
- ۳٬۴-دی‌متیل‌هپتان
- ۳٬۵-دی‌متیل‌هپتان
- ۴٬۴-دی‌متیل‌هپتان

### اتیل
- ۳-اتیل‌هپتان
- ۴-اتیل‌هپتان

## هگزان

### گروه متیل
- ۲٬۲،۳-تری‌متیل‌هگزان
- ۲٬۲،۴-تری‌متیل‌هگزان
- ۲٬۲،۵-تری‌متیل‌هگزان
- ۲٬۳،۳-تری‌متیل‌هگزان
- ۲٬۳،۴-تری‌متیل‌هگزان
- ۲٬۳،۵-تری‌متیل‌هگزان
- ۲٬۴،۴-تری‌متیل‌هگزان
- ۳٬۳،۴-تری‌متیل‌هگزان

### گروه متیل+اتیل
- ۲-متیل-۳-اتیل‌هگزان
- ۲-متیل-۴-اتیل‌هگزان
- ۳-متیل-۳-اتیل‌هگزان
- ۳-متیل-۴-اتیل‌هگزان

## پنتان

### گروه متیل
- ۲٬۲،۳٬۳-تترامتیل‌پنتان
- ۲٬۲،۳٬۴-تترامتیل‌پنتان
- ۲٬۲،۴٬۴-تترامتیل‌پنتان
- ۲٬۳،۳٬۴-تترامتیل‌پنتان

### گروه متیل+اتیل
- ۲٬۲-دی‌متیل-۳-اتیل‌پنتان
- ۲٬۳-دی‌متیل-۳-اتیل‌پنتان
- ۲٬۴-دی‌متیل-۳-اتیل‌پنتان
- ۳،۳-دی اتیل پنتان